# 琼海碘泡虫
琼海碘泡虫（学名：Myxobolus chiunghaiensis）为碘泡科碘泡虫属的动物。在中国，分布于海南等，营寄生生活，寄生在宽鳍鱲的鳃。